# Huta (Kolozs megye)
Huta (románul: Huta) falu Romániában, Erdélyben, Kolozs megyében.

## Fekvése
Horgospataka (Strâmbu) közelében fekvő település.

## Története
Huta románul: Huta korábban a mai Beszterce-Naszód megyéhez tartozó Négerfalva (Negrileşti, com. Ciceu-Giurgeşti) része volt, majd Horgospatakához (Strâmbu) került; innen vált külön 1956 körül 163 lakossal.
1966-ban 194, 1977-ben 195, 1992-ben 168, a 2002-ea népszámláláskor 144 román lakosa volt.